# 贺耀敏
贺耀敏（1959年3月25日—），男，祖籍河南洛宁，生于陕西西安，中国经济史学者，中国人民大学经济学院教授。曾任中国人民大学出版社社长、中国人民大学副校长等职。长期从事中国经济史，特别是中华人民共和国经济史的教学与研究工作。

## 生平
1977年10月至1978年3月，陕西省蒲城县插队知青。1978年3月至1982年1月，在西北大学历史系学习，获历史学学士学位。1982年至1984年，在中国人民大学政治经济系学习，获经济学硕士学位，之后留校任教，1997年获评教授职称。
1996年1月至2001年9月，任科研处处长。2002年至2012年，任中国人民大学出版社社长。2012年至2015年，任出版社总编辑。2001年9月至2016年7月，任校长助理。2016年7月至2020年8月，任中国人民大学党委常委、副校长。

## 学术兼职
- 中国图书评论学会副会长
- 中华人民共和国史学会理事
- 中国经济史学会理事
- 北京经济学总会理事
- 中国出版协会学术出版工作委员会指导委员会主任委员（2023年2月－）[4]

## 荣誉
- 宝钢教育奖优秀教师奖（1996年）
- 国务院政府特殊津贴（2001年）
- “中国百名优秀出版企业家”称号（新闻出版总署，2009年）
- 全国新闻出版行业领军人才（新闻出版总署，2010年）
- 中国出版政府奖优秀出版人物奖（新闻出版总署，2010年）[5]
- 中国版权产业风云人物奖（2011年）
- 第二届中国出版政府奖优秀出版人物奖（2011年）
- 第二届高校出版人物奖（2012年）[6]
- 全国文化体制改革工作先进个人（2012年）
- 中国版权事业卓越成就者”（中国版权协会，2013年）
- 第十二届韬奋出版奖（中国出版工作者协会，2014年）[7]

## 出版物
- 《中华全景百卷书经济资源系列——中国近代社会经济》（首都师范大学出版社，1994年）
- 《中国近现代经济史》（中国财政经济出版社，2000年）
- 《春潮涌动——1984年的中国》（中国工人出版社，2000年）
- 《共和国建设的高级工程师：袁宝华》（中国人民大学出版社，2009年）
- 《中国经济发展的轨迹》（中国人民大学出版社，2014年）
- 《中国古代农业文明》（江苏人民出版社，2018年）
- 《谱写发展奇迹：新中国重大经济成就精讲》（安徽人民出版社，2022年）